# Ilke Wyludda
Ilke Wyludda (Leipzig, 28 maart 1969 – Halle (Saale), 1 december 2024) was een Duitse atlete, die gespecialiseerd was in het discuswerpen. Ze werd olympisch kampioene en Europees kampioene in deze discipline. Ze nam driemaal deel aan de Olympische Spelen en won hierbij een gouden medaille. Naast discuswerpen kon ze ook goed kogelstoten, getuige haar Europese jeugdtitel die ze in 1987 veroverde.
In haar actieve tijd was Wyludda aangesloten bij SV Halle in Halle an der Saale en LAC Chemnitz in Chemnitz.
Wyludda overleed door ziekte op 55-jarige leeftijd.

## Titels
- Olympisch kampioene discuswerpen – 1996
- Europees kampioene discuswerpen – 1990, 1994
- Duits kampioene discuswerpen – 1991, 1992, 1994, 1995, 1996
- Oost-Duits kampioene discuswerpen – 1989, 1990
- Wereldkampioene U20 discuswerpen – 1986, 1988
- Europees kampioene U20 discuswerpen – 1985, 1987
- Europees kampioene U20 kogelstoten – 1987

## Persoonlijks records
| Onderdeel    | Prestatie | Datum        | Plaats         |
| ------------ | --------- | ------------ | -------------- |
| discuswerpen | 74,56 m   | 23 juli 1989 | Neubrandenburg |
| kogelstoten  | 20,23 m   | 16 juli 1988 | Chemnitz       |

## Palmares

### discuswerpen
- 1985:  EK U20 - 57,38 m
- 1986:  WK U20 - 64,02 m
- 1987:  EK U20 - 70,58 m
- 1987: 4e WK - 68,20 m
- 1988:  WK U20 - 68,24 m
- 1989:  Oost-Duitse kamp. - 74,56 m
- 1989:  Europacup - 73,04 m
- 1989:  Wereldbeker - 71,54 m
- 1990:  Oost-Duitse kamp. - 69,96 m
- 1990:  EK - 68,46 m
- 1990:  Goodwill Games - 68,08 m
- 1991:  Duitse kamp. - 68,78 m
- 1991:  WK - 69,12 m
- 1991:  Europacup - 68,82 m
- 1991:  FBK Games - 67,42 m
- 1992:  Duitse kamp. - 66,88 m
- 1992: 9e OS - 62,16 m
- 1992:  Wereldbeker - 67,90 m
- 1993: 11e WK - 60,42 m
- 1994:  Duitse kamp. - 63,76 m
- 1994:  EK - 68,72
- 1994:  Wereldbeker - 65,30 m
- 1994:  Europacup - 68,36 m
- 1994:  Grand Prix Finale - 65,84 m
- 1995:  Duitse kamp. - 65,00 m
- 1995:  WK - 67,20 m
- 1995:  Europacup - 66,04 m
- 1996:  Duitse kamp. - 67,36 m
- 1996:  OS - 69,66 m
- 1996:  Europacup - 65,66 m
- 1996:  Grand Prix Finale - 64,74 m
- 1998: 6e EK - 63,46
- 2000: 7e OS - 63,16 m
- 2000:  Europacup - 62,45 m

### kogelstoten
- 1985:  EK U20 - 18,11 m
- 1987:  EK U20 - 19,45 m

1928: Halina Konopacka ·
1932: Lillian Copeland ·
1936: Gisela Mauermayer ·
1948: Micheline Ostermeyer ·
1952: Nina Romasjkova ·
1956: Olga Fikotová ·
1960: Nina Romasjkova ·
1964: Tamara Press ·
1968: Lia Manoliu ·
1972: Faina Melnik ·
1976: Evelin Schlaak ·
1980: Evelin Jahl ·
1984: Ria Stalman ·
1988: Martina Hellmann ·
1992: Maritza Martén ·
1996: Ilke Wyludda ·
2000: Ellina Zvereva ·
2004: Natalja Sadova ·
2008: Stephanie Brown-Trafton ·
2012: Sandra Perković ·
2016: Sandra Perković ·
2020: Valarie Allman ·
2024: Valarie Allman
- Gemeinsame Normdatei: 1075215277
- World Athletics: 14280381
- Virtual International Authority File: 317277753
- WorldCat: E39PBJptTDxqpQ8gwWx9bwgHYP